# Come as You Are (píseň, Nirvana)
„Come as You Are“ je píseň grungeové skupiny Nirvana. Je to třetí skladba na albu Nevermind a v pořadí druhý singl, který předcházel vydání desky. Hned po singlu „Smells Like Teen Spirit“ je „Come as You Are“ asi nejznámějším a nejúspěšnějším singlem i písní kapely.